# Paul Undeutsch

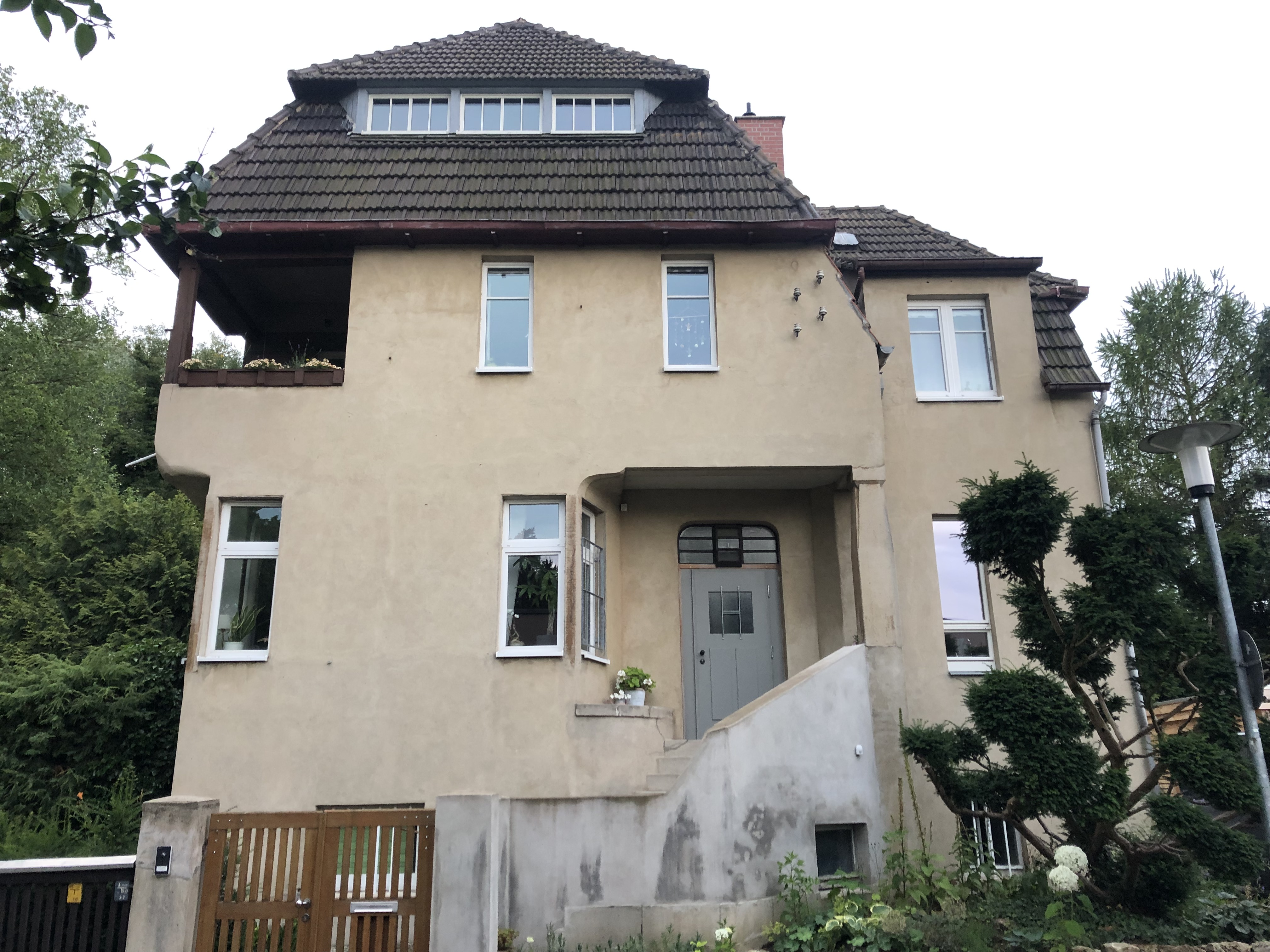
Belvederer Allee 48, Wohnhaus von Paul Undeutsch

Paul Undeutsch (1875–1958) war ein deutscher Architekt in Weimar.

## Leben und Werk
Undeutsch war leitender Mitarbeiter im Büro von Henry van de Velde in Weimar. Seine Entwürfe zeigen die Abkehr von der ornamentbetonten Architektur hin zu einer funktionalen und sachlichen Form. Seine Bauten waren in der Belvederer Allee die Hausnummern 28, 30 und 48, welches sein eigenes Wohnhaus war. Er und Thilo Schoder waren wohl die Einzigen, die mit ihren Villen und Landhäusern der Gestaltungsweise van de Veldes folgten. Undeutschs Bauten an der Belvederer Allee entstanden zwischen 1907 und 1913. Paul Undeutsch war Lehrer an der Weimarer Gewerbeschule. Bei ihm wohnten zeitweise Theo van Doesburg und Nelly van Doesburg. In der Lebensgeschichte van de Veldes erscheint Undeutsch merkwürdigerweise nicht, wohl aber Sigurd Frosterus und Hugo Westberg. Er wird auch als „Chefarchitekt an van de Veldes Kunstschulbauten“ bezeichnet. Ab 1904 erarbeitete Undeutsch im Büro van de Veldes im Wesentlichen die Planungsunterlagen für die Kunstschulbauten. Undeutsch war auch bei der Planung des künftigen Wohnhauses van de Veldes, dem Haus Hohe Pappeln in Weimar, involviert. Er begleitete als fachlicher Begleiter van de Velde auch bei seinen Projekten Osthaus Museum Hagen und Hohenhof in Hagen.
Paul Undeutsch war Vater des Psychologen Udo Undeutsch (1917–2013).